# Police en Chine

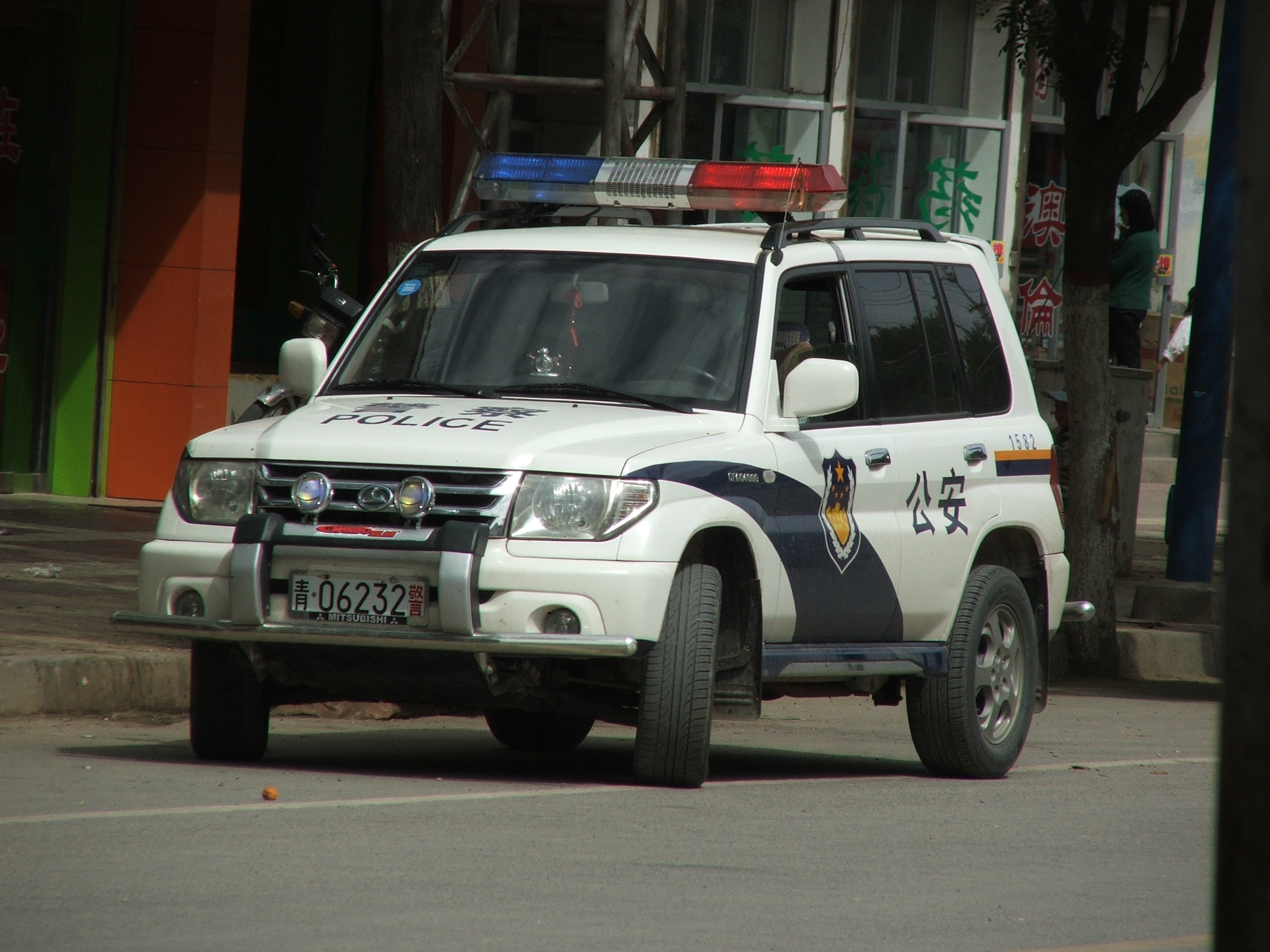
Voiture de police chinoise de la marque Guangzhou Automobile en 2008.

En Chine, les forces de police dépendent de deux ministères différents : le Ministère de la Sécurité publique de la république populaire de Chine et le Ministère de la Sécurité de l'État.
Les régions administratives spéciales (RAS) disposent de services de police différents :
- le Hong Kong Police Force à Hong Kong ;
- le Macau Security Force à Macao.

## Organisation

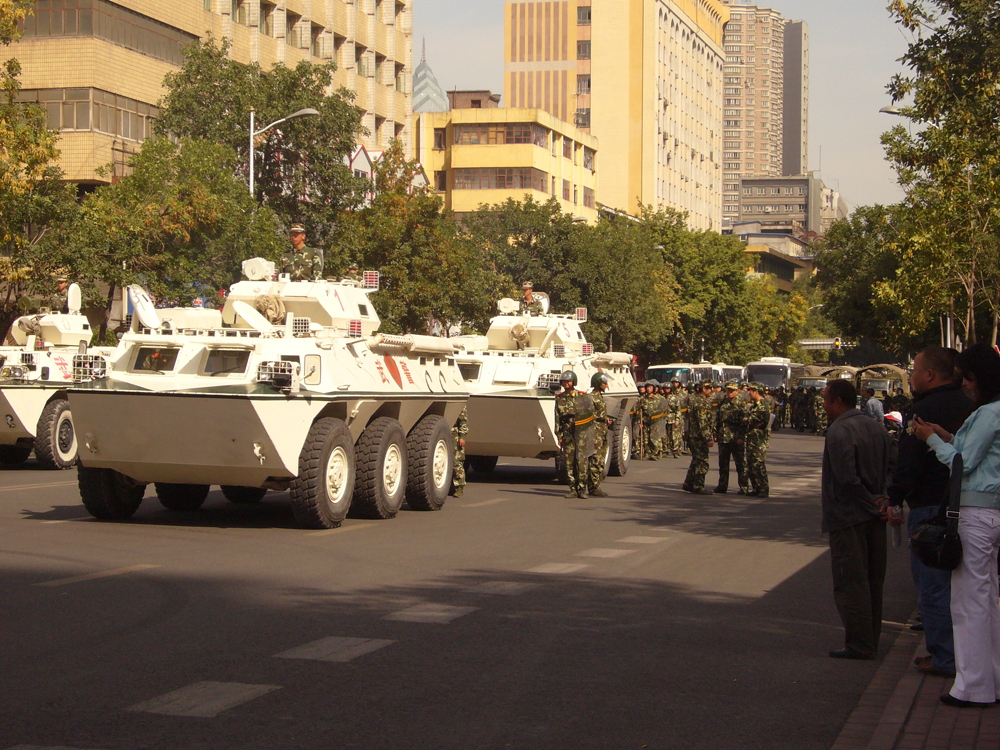
Des blindés WZ551 de la Police armée du peuple lors des émeutes au Xinjiang en juillet 2009.

On distingue deux principales forces de police :
- la Chinese People's Armed Police Force (en français Police armée du peuple), force paramilitaire pouvant être assimilé à la gendarmerie disposant d'un million et demi d'agents;
- le Bureau de sécurité publique agissant comme l'équivalent d'une police locale.

## Véhicules

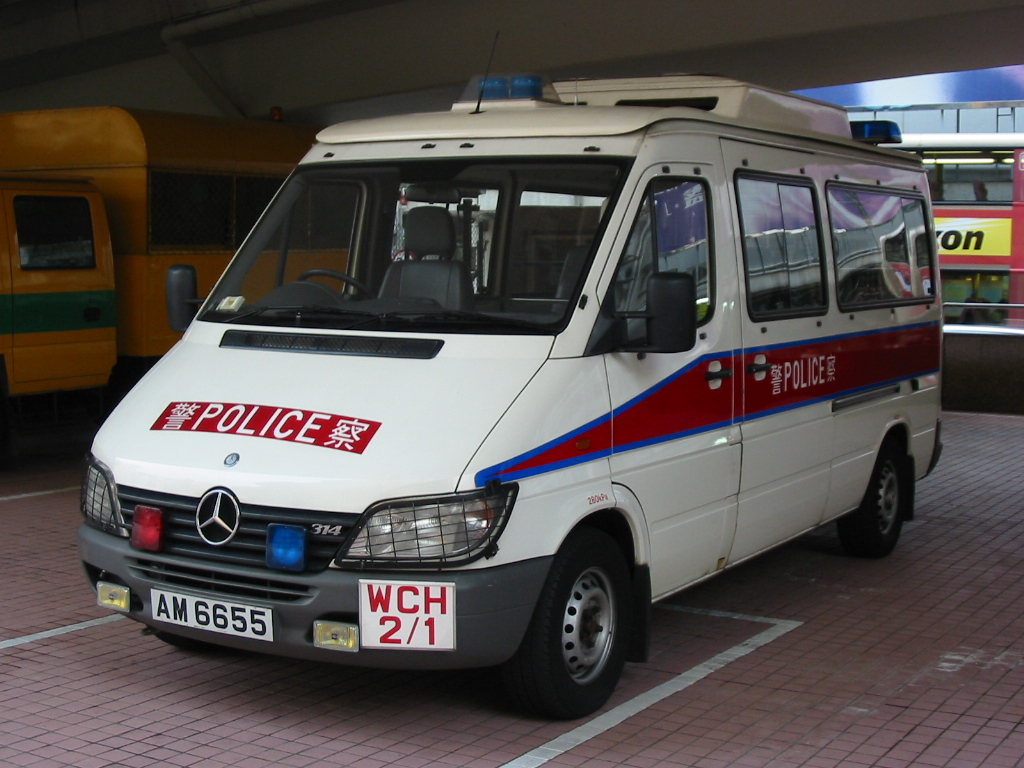
Fourgon de police de Hong Kong

Les véhicules de police sont généralement blanc et noir, dans une livrée similaire à la police japonaise.
La police de Hong Kong a une livrée blanche et rouge d'influence britannique tandis que Macao se rapproche des couleurs utilisées en Europe, ses véhicules étant entièrement bleu.